# Balsamorhiza tomentosa
Balsamorhiza tomentosa là một loài thực vật có hoa trong họ Cúc. Loài này được (Rydb.) Rydb. mô tả khoa học đầu tiên năm 1900.